# Les Achards
Les Achards – gmina we Francji, w regionie Kraj Loary, w departamencie Wandea. W 2013 roku liczba ludności wynosiła 4782 mieszkańców. 
Gmina została utworzona 1 stycznia 2017 roku z połączenia dwóch ówczesnych gmin: La Chapelle-Achard oraz La Mothe-Achard. Siedzibą gminy została miejscowość La Mothe-Achard.